# Bobby Coy
Robert Anthony Coy, più conosciuto come Bobby Coy (Birmingham, 30 novembre 1961) è un ex calciatore inglese, di ruolo difensore.

## Carriera
Firma il suo primo contratto professionistico con il Wolverhampton nel novembre del 1979, giocando però la sua prima partita solamente il 12 settembre 1981, in una partita di campionato contro il Tottenham; in questa stagione, che il club conclude al penultimo posto in classifica in prima divisione, Coy gioca 20 partite di campionato, a cui ne aggiunge ulteriori 18 nel successivo campionato di seconda divisione, terminato al secondo posto in classifica. Gioca poi altre 5 partite in prima divisione nella stagione 1983-1984, che i Wolves concludono all'ultimo posto in classifica, facendo ritorno in seconda divisione dopo una sola stagione. Nella parte finale della stagione 1983-1984 si trasferisce in prestito al Chester City, in quarta divisione: dopo 14 presenze, in estate viene acquistato a titolo definitivo, rimanendo nel club anche per le 2 successive stagioni, nelle quali è titolare fisso (93 presenze e 2 reti in partite di campionato); nella stagione 1985-1986 conquista inoltre una promozione in terza divisione, venendo però svincolato dal club a fine campionato.
Nell'estate del 1986 si accasa quindi al Northampton Town, altro club di quarta divisione, con cui nella stagione 1986-1987 vince il campionato, conquistando così la sua seconda promozione consecutiva in terza divisione, giocando 17 partite; l'anno seguente viene per un breve periodo ceduto in prestito all'Altrincham (3 presenze in Football Conference, ovvero la quinta divisione nonché il più alto livello calcistico inglese al di fuori della Football League), e, dopo alcuni mesi in rosa al Northampton Town senza presenze in campionato, si trasferisce ai semiprofessionisti dell'Aylesbury Utd, con cui gioca 22 partite nella Southern Football League (sesta divisione) vincendo il campionato e conquistando la promozione in Football Conference, campionato in cui nella stagione 1988-1989, terminata con una retrocessione, gioca 25 partite. Continua poi a giocare a livello semiprofessionistico e dilettantistico fino al 1997.

## Palmarès

### Club

#### Competizioni nazionali
- Campionato inglese di quarta divisione: 1

Northampton Town: 1986-1987
- Southern Football League: 1

Aylesbury United: 1987-1988

#### Competizioni regionali
- Sutton Charity Cup: 1

Boldmere St Michaels: 1996-1997